# Michał Marecki
Michał Marecki (ur. 17 marca 1974 w Warszawie) – polski kompozytor, klawiszowiec, członek zespołów T.Love, Sidney Polak i Pan Profeska. 
Szkolił się w Państwowym Ognisku Muzycznym im. Stanisława Moniuszki, a następnie w Szkole Muzycznej drugiego stopnia im. Józefa Elsnera w Warszawie, w klasie fortepianu. Uczęszczał także na warsztaty jazzowe.
Współpracował z Fiolką Najdenowicz i zespołem Wiosna, a także z Leszkiem Biolikiem przy produkcjach płyt Marcina Rozynka i zespołów: Negatyw oraz The Car is on Fire. Współtworzył utwór „Miałeś być...” Moniki Brodki oraz był założycielem projektu muzycznego Momo.